# Pöthen (Nottertal-Heilinger Höhen)
Pöthen ist ein Ortsteil der Stadt und Landgemeinde Nottertal-Heilinger Höhen im Unstrut-Hainich-Kreis in Thüringen.

## Lage
Pöthen befindet sich nordöstlich von Mühlhausen im nordwestlichen Teil des Schlotheimer Grabens am Übergang des Thüringer Beckens zur Südabdachung des Dün. Der Volkenroder Wald begrenzt die Gemarkung. In diesem Gebiet entspringt die Notter, ein linker Nebenfluss der Unstrut auf 380 Meter über NN im Muschelkalkplateau um Pöthen. Die Landesstraße 2096 erschließt den Ortsteil verkehrsmäßig.

## Geschichte
Im Jahr 1130 wurde das Dorf erstmals urkundlich erwähnt.
Die damaligen Grundherren übergaben laut dieser Urkunde dem nahen Kloster Volkenroda den Ort Pöthen als Geschenk. Der Ort wurde bald auf Anweisung des Klosterabtes abgesiedelt, ein Teil der Bewohner zog in benachbarte Orte um. Der bedeutendste Hof wurde als Wirtschaftshof des Klosters fortgeführt. Nach der Reformation endete die Klosterherrschaft im Ort durch die Säkularisation der Besitzungen. Der Klosterhof wurde an einen Adeligen verkauft, es entstand der Gutshof Pöthen, der zum Amt Volkenroda gehörte. Die Bindung zum Hauptort Obermehler blieb durch die Zugehörigkeit zur Pfarrei bestehen, auch wurden die Kinder nach Obermehler zur Schule geschickt.
Um die Jahrhundertwende erfolgten geologische Untersuchungen mit dem Ziel der Standortprospektion von Salzlagerstätten. Die Bohrungen waren erfolgreich und führten zur Gründung einer Bergwerksgesellschaft, die mehrere Förderschächte und Gleisanlagen errichten ließ.
Aus einem Teil der Landarbeiter und Bauern wurden Bergleute oder Maschinisten, die sich davon ein höheres Einkommen erhofften. Der Bergbau ließ auch die Einwohnerzahl durch Ansiedlung weiterer Arbeitskräfte steigen.
Der um Pöthen gelegene Forst spielte in der DDR-Zeit eine Rolle als militärisches Übungsgelände. Bei Schlotheim befand sich ein wichtiger Militärflugplatz.

## Persönlichkeiten
- Karl von Griesheim (* 1799 in Pöthen; † 1878 in Potsdam), preußischer General der Kavallerie